# San Enrique, Iloilo

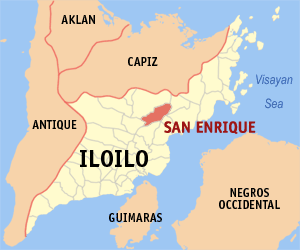
Bản đồ Iloilo với vị trí của San Enrique

San Enrique là một đô thị hạng 4 ở tỉnh Iloilo, Philippines. Theo điều tra dân số năm 2000 của Philipin, đô thị này có dân số 28.655 người trong 5.417 hộ.

## Các đơn vị hành chính
San Enrique được chia ra 28 barangay.
| - Abaca - Asisig - Bantayan - Braulan - Cabugao Nuevo - Cabugao Viejo - Camiri - Compo - Catan-Agan - Cubay - Dacal - Dumiles - Garita - Gines Nuevo | - Imbang Pequeño - Imbesad-an - Iprog - Lip-ac - Madarag - Mapili - Paga - Palje - Poblacion Ilawod - Poblacion Ilaya - Quinolpan - Rumagayray - San Antonio - Tambunac |